# Jordin Andrade
Jordin Andrade (ur. 5 maja 1992) – amerykański lekkoatleta specjalizujący się w biegach płotkarskich. Od 2016 roku reprezentuje Republikę Zielonego Przylądka.
W 2011 zdobył dla Stanów Zjednoczonych srebrny medal mistrzostw panamerykańskich juniorów.
W 2016 reprezentował Republikę Zielonego Przylądka na igrzyskach olimpijskich w Rio de Janeiro, osiągając półfinał biegu na 400 metrów przez płotki.
Medalista mistrzostw NCAA.
Zawodnik posiada podwójne obywatelstwo – jego ojciec jest Kapowerdyjczykiem, a matka Amerykanką. Jego wujek, Henry Andrade, reprezentował Republikę Zielonego Przylądka w pierwszym starcie tego kraju na igrzyskach olimpijskich (Atlanta 1996).
Rekord życiowy w biegu na 400 metrów przez płotki: 49,24 (12 czerwca 2015, Eugene). 11 czerwca 2016 w Kingston Andrade ustanowił wynikiem 49,26 aktualny rekord Republiki Zielonego Przylądka w tej konkurencji.

## Osiągnięcia
| Rok  | Impreza                              | Miejsce        | Konkurencja                | Lokata     | Wynik |
| ---- | ------------------------------------ | -------------- | -------------------------- | ---------- | ----- |
| 2011 | Mistrzostwa panamerykańskie juniorów | Miramar        | bieg na 400 m przez płotki | 2. miejsce | 52,09 |
| 2016 | Mistrzostwa Afryki                   | Durban         | bieg na 400 m przez płotki | 5. miejsce | 49,62 |
| 2016 | Igrzyska olimpijskie                 | Rio de Janeiro | bieg na 400 m przez płotki | półfinał   | 49,32 |
| 2017 | Mistrzostwa świata                   | Londyn         | bieg na 400 m przez płotki | eliminacje | 50,32 |
| 2018 | Mistrzostwa Afryki                   | Asaba          | bieg na 400 m przez płotki | eliminacje | 52,28 |
| 2018 | Mistrzostwa ibero-amerykańskie       | Trujillo       | bieg na 400 m przez płotki | eliminacje | DNS   |
| 2019 | Igrzyska afrykańskie                 | Rabat          | bieg na 400 m przez płotki | eliminacje | 51,65 |
| 2021 | Igrzyska olimpijskie                 | Tokio          | bieg na 400 m przez płotki | eliminacje | 50,64 |
| 2022 | Mistrzostwa świata                   | Eugene         | bieg na 400 m przez płotki | eliminacje | DNF   |